# Wolfgang Maßberg
Wolfgang Maßberg bei einer Rede mit Amtskette

Link zum Bild

Wolfgang Maßberg (* 1932 in Karlsruhe) ist ein deutscher Maschinenbauingenieur. Er war von 1989 bis 1993 Rektor der Ruhr-Universität Bochum (RUB).

## Leben
Wolfgang Maßberg studierte Elektrotechnik an der RWTH Aachen. Er war dort als wissenschaftlicher Mitarbeiter am Werkzeugmaschinenlaboratorium tätig und wurde 1965 mit einer Arbeit über numerisch gesteuerte Werkzeugmaschinen und maschinelle Programmierverfahren promoviert. 1965 wurde er Leiter der Hauptabteilung Elektrotechnik/Automatisierungstechnik des Maschinenbaukonzerns Rheinische Stahlwerke in Essen und Dortmund. 1973 wechselte er als Geschäftsführer zum Turbo Werk Köln, einem Betrieb der Mess- und Regelungstechnik.
1976 wurde Maßberg als ordentlicher Professor auf dem Lehrstuhl für Produktionssysteme und Prozessleittechnik an der Fakultät für Maschinenbau der Ruhr-Universität Bochum berufen. Er war bzw. ist u. a. Mitglied im Direktorium des Instituts für Automatisierungstechnik und des Instituts für Unternehmungsführung und Unternehmensforschung. Seit 1989 war er zudem stellvertretender Sprecher des Sonderforschungsbereiches Neue Informationstechnologien und flexible Arbeitssysteme und seit 1992 Vorsitzender der Landesfachkommission für den universitären Diplomstudiengang Maschinenbau. In den Jahren 1980 und 1981 war Maßberg Dekan seiner Fakultät. Zwischen 1985 und 1989 war er Prorektor für Struktur, Planung und Finanzen, direkt im Anschluss war er vier Jahre lang Rektor der Ruhr-Universität (1989–1993). 1997 wurde er emeritiert.
Wissenschaftliche Schwerpunkte von Maßberg waren vor allem seine Forschungen zu den so genannten teilautonomen flexiblen Fertigungsstrukturen sowie der Automatisierung umformtechnischer Prozesse oder der sensorgeführten Handhabungstechnik. Maßberg ist Autor bzw. Mitautor zahlreicher Fachaufsätze und Fachbücher.
Wolfgang Maßberg ist u. a. Mitglied der Wissenschaftlichen Gesellschaft für Produktionstechnik, Ehrenprofessor der Tongji-Universität Shanghai. 2006 wurde er mit dem Magnolia-Preis der Stadt Shanghai ausgezeichnet, insbesondere für seine Initiative im Chinesisch-Deutschen Hochschulkolleg (CDHK) der Tongji-Universität.
Wolfgang Maßberg ist seit 1954 Mitglied der katholischen Studentenverbindung K.D.St.V. Saxo-Thuringia (Dresden, Aachen) zu Bochum im CV.

## Schriften
- Programmiersprachen in der Fertigungstechnik. VDI Verlag 1966.
- Fertigungsinseln in CIM – Strukturen. Springer-Verlag 1993, ISBN 3-540-53243-9.
- Technologietransfer. Chancen, Grenzen und Gefahren. Universitas-Verlag 1999, ISBN 3-8004-1053-2, zusammen mit Armand Clesse.
- Wolfgang Maßberg, Michael Bäcker, Harald Schallner MOBILEIT-S – Modellbasierter Baukasten für integrierte Fertigungsleitsysteme mit Simulationskern, Shaker Verlag 2000, ISBN 3-8265-7400-1.
- Wolfgang Maßberg, Martin Hermsen: TELEC – Multimedialer Teleservice – Technik – Organisation – Vermarktung – Erfahrungsberichte. Shaker Verlag 2000, ISBN 3-8265-7408-7.